# Opel Meriva
L'Opel Meriva és un monovolum del segment B desenvolupat pel fabricant d'automòbils alemany Opel. És un cinc places amb carroceria de cinc portes, motor davanter transversal i tracció davantera.
Els seus principals rivals són els Fiat 500L, Nissan Note i Citroen C3 Picasso. A l'Amèrica Llatina, Àsia Oriental i Orient Mitjà, el Meriva es ven sota la marca Chevrolet, a excepció de Xile on el Meriva arriba directament importat per Opel.
En el Regne Unit sota la marca Vauxhall. Actualment és reconegut com el cotxe amb unes estadístiques que revelen que es troba sosteniblement per sota de la mitjana en avaries i, per tant, com el millor monovolum compacte.
El 2017, després que Opel entrés dins del grup PSA i al cap de dues generacions, el Meriva va ser substituït per un crossover urbà anomenat Crossland X, cosí germà del Citroën C3 Aircross.

## Generacions
Fins ara s'han construït dues generacions: les característiques descollants de la segona generació són les portes del darrere amb frontisses posteriors (portes suïcides):

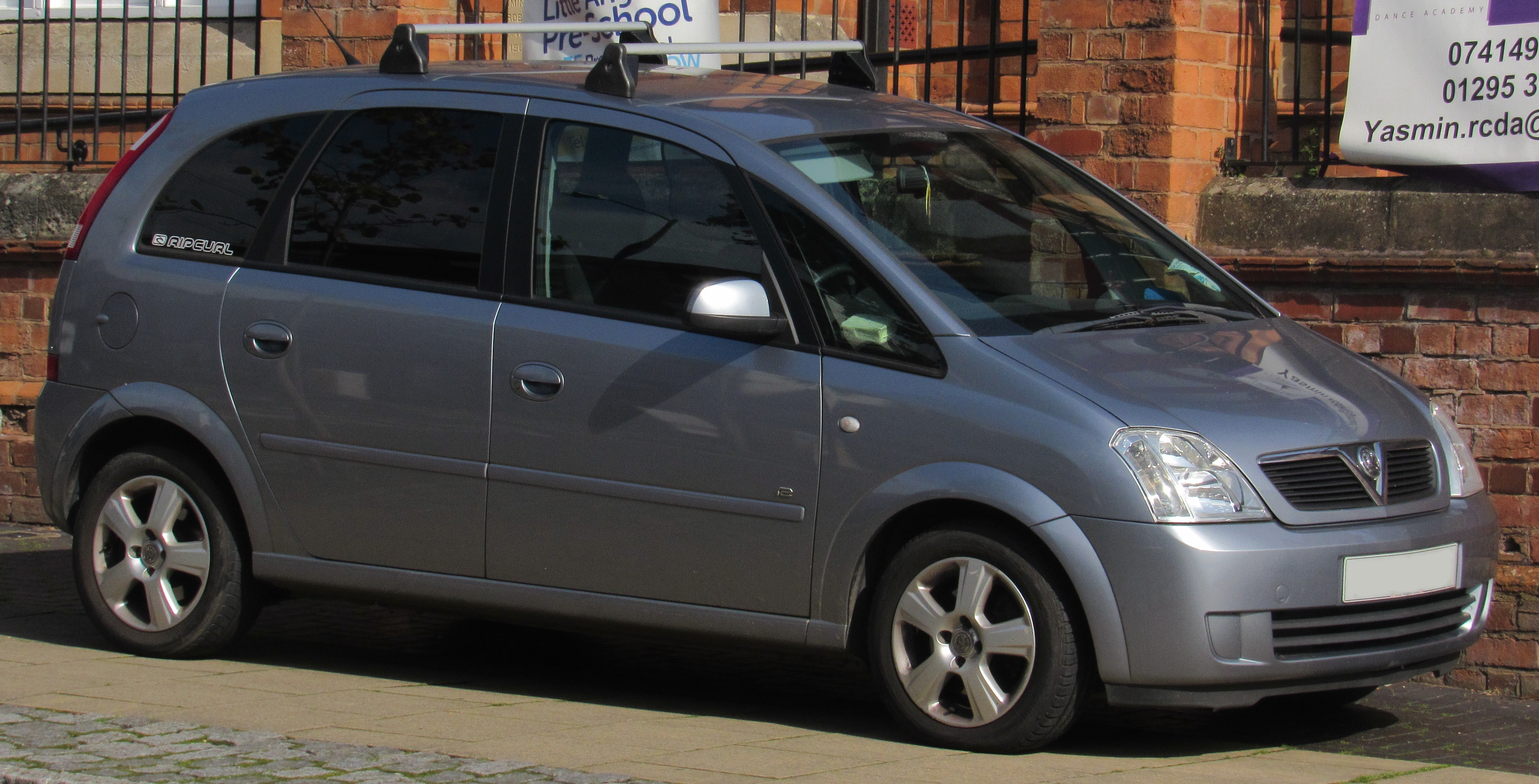
Primera generació del Vauxhall Meriva
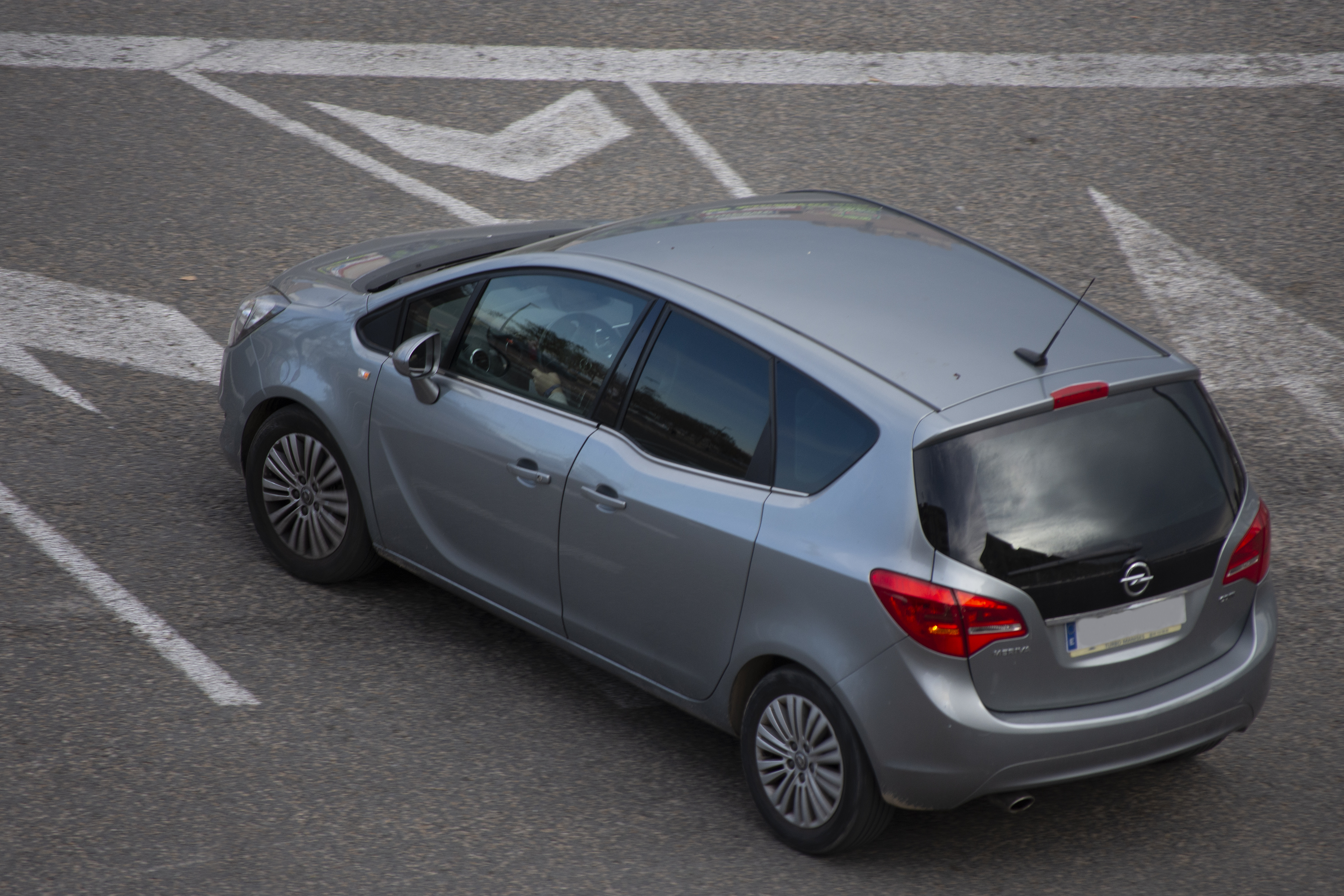
Segona generació (Meriva B) vista trasera

## Primera generació (2002-2008)
La primera generació del Meriva Feia servir la mateixa plataforma i els motors de l'Opel Corsa C. Es va fabricar des de l'agost de 2002 fins al març de 2008 a São Caetano do Sul, Brasil pels mercats d'Amèrica Llatina, i des del maig de 2003 fins al març de 2008 a Figueruelas, Espanya per Europa.
En alguns nivells d'equipament, els seients posteriors podien desplaçar-se longitudinalment per augmentar l'espai del maleter o de les places posteriors. Al mateix temps, el seient central podia plegar-se i els laterals podien centrar-se, que feia augmentar la distància entre els passatgers i les portes i, per tant, millorava la seguretat en xocs laterals.

### Motoritzacions
A Europa, la gamma de motors es componia de quatre motors de gasolina i dos de Dièsel, tots ells de quatre cilindres en línia. Els de gasolina eren un de 1.4 litres de 90 CV de potència màxima, un de 1.6 litres de 87 ó 101 CV (aleshores 105 CV), un de 1.8 litres de 125 CV, i un 1.6 litres amb turbocompressor i intercooler de 180 CV. Tots ells tenien injecció indirecta i quatre vàlvules per cilindre, llevat del 1.6 litres de 87 CV, que tenia dos. El de 1.6 litres de 180 CV estava associat al nivell d'equipament OPC, que es distingeix dels altres per una estètica diferenciada en para-xocs, estreps, llantes, butaques, calandra, fars i fuites.
Els Dièsel són un 1.3 litres de 69 CV (aleshores 75 CV) d'origen Fiat, i un 1.7 litres en variants de 75, 100 i 125 CV. Tots tenen injecció directa common-rail, intercooler i quatre vàlvules per cilindre, llevat del 1.7 litres de 75 CV, que té injecció directa tradicional. Els 1.7 litres de 100 i 125 CV tenen turbocompressor de geometria variable, i la resta turbocompressor de geometria fixe. Segons el motor, s'ofereix caixes de canvis manuals de cinc i sis marxes, i automàtics de cinc marxes.
A l'Amèrica Llatina, a més del Dièsel 1.7 litres de 75 CV, s'ofereix un gasolina de 1.8 litres en versions de dues i quatre vàlvules per cilindre, que desenvolupen 102 i 122 CV de potència màxima respectivament. En el mercat brasiler, el 1.8 8V es va oferir a finals del 2003 amb tecnologia bicombustible gasolina/etanol, que arriba els 105 CV de potència màxima amb E25 i 109 CV amb E100 (112 i 114 CV des de finals de 2005).

## Segona generació (2010-Present)
La segona generació, anomenada Meriva B va aparèixer el novembre de 2009. El nou model té 4,288 mm (168.8 in) de llargada, més enllà dels 4,052 mm (159.5 in) de la versió anterior, que es basava en el Corsa. Té una mida lleugerament més gran que la generació anterior i està classificat com a monovolum compacte.El llançament al mercat va tenir lloc el 12 de juny de 2010 al Saló de l'Automòbil de Ginebra i es va posar a la venda al segon trimestre d'aquest any.
El nou model utilitza un disseny de suspensió revisat de la versió anterior, però amb una planxa associada al Zafira Tourer de set places. L'interior és similar al de l'Astra i l'Insignia del 2009 al 2015. Les portes laterals posteriors són obertura inversa, mantenint el pilar B a diferència del Mazda RX-8 i el Rolls Royce Phantom que feien servir aquest mateix sistema. Fa servir la mateixa plataforma del Corsa D i el Fiat Grande Punto. És un disseny semblant al dels actuals Opel Insignia i Opel Astra J.
El nou Meriva utilitza la tecnologia dels seients davanters de l'Insignia i l'Astra. El rang d'ajust del seient és de 240 mm (9.4 in) de llargada i 65 mm (2.6 in) en alçada. Les portes del darrere amb frontisses posteriors, es comercialitzen com a "FlexDoors". Un sostre solar panoràmic també està disponible de sèrie a les versions amb especificacions superiors.
El Meriva B va ser substituït per un crossover urbà anomenat Crossland X, i també per una transició de disseny de monovolums cap al SUV, germana del futur substitut del Citroën C3 Picasso.

## Galeria

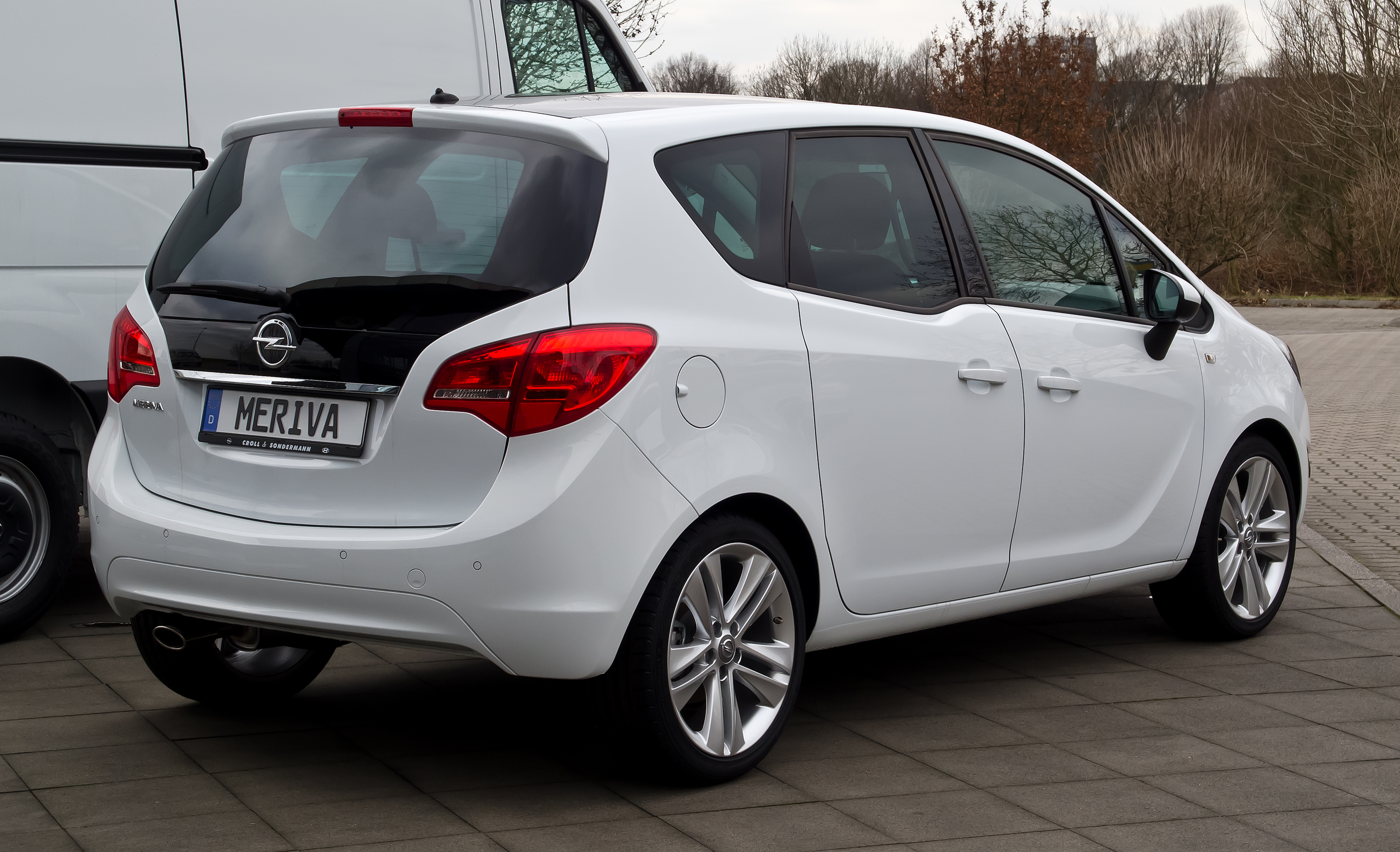
Meriva B (vista posterior)
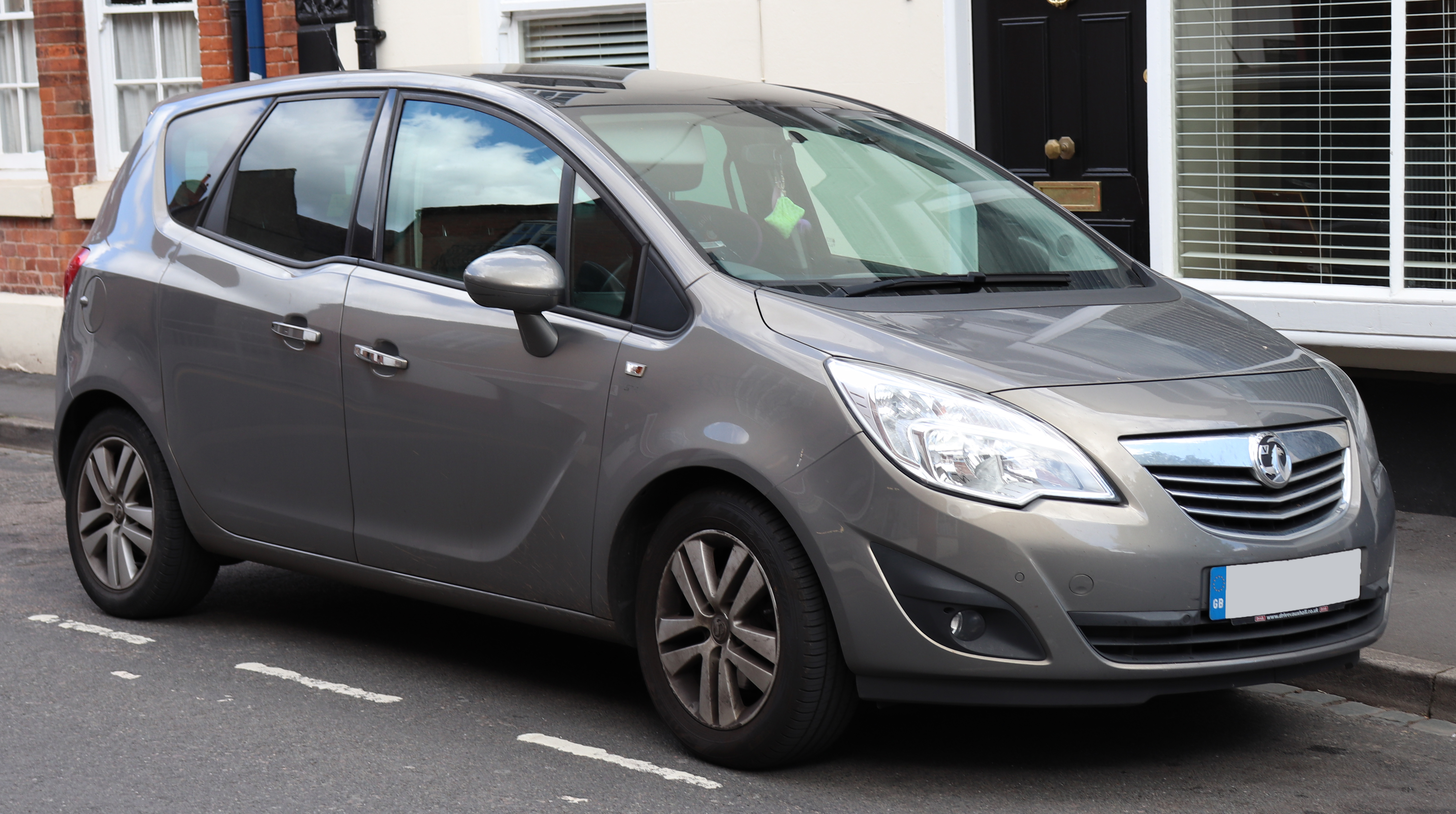
Vauxhall Meriva B
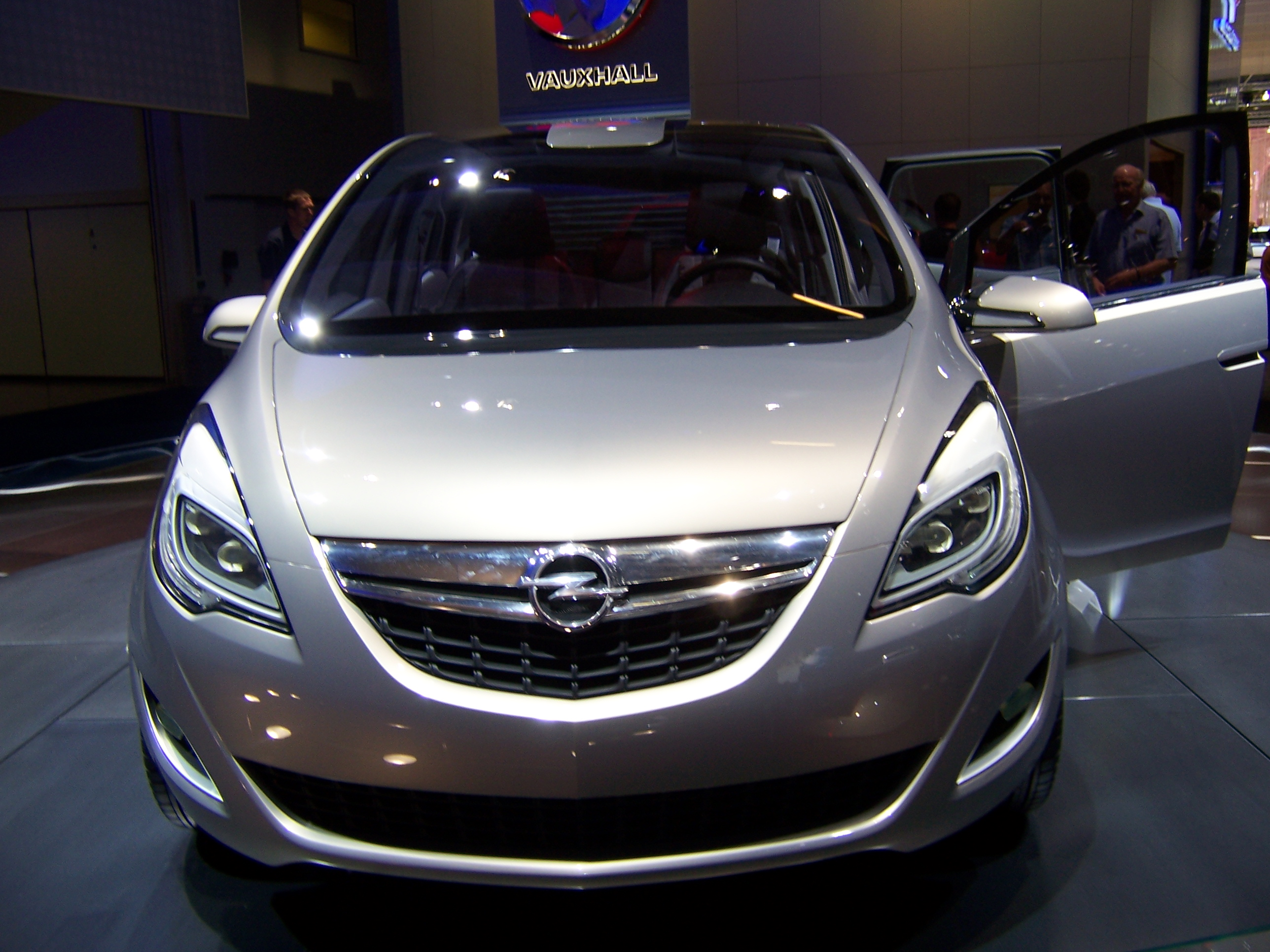
Opel Meriva B Concept
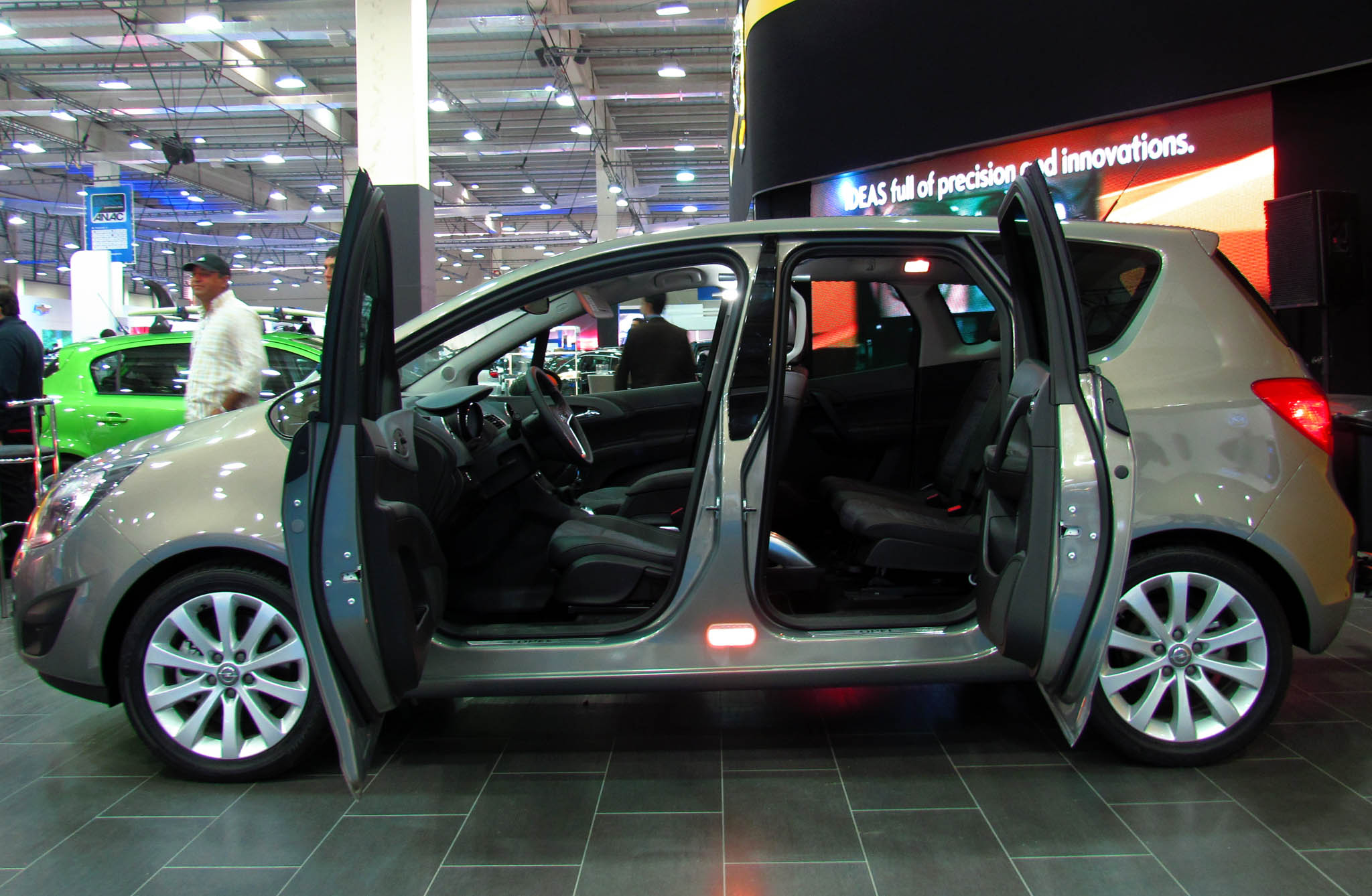
Meriva amb "Portes antagonistes FlexDoors", 2012

## Motors
Des del llançament, el Meriva estava disponible amb cinc motors (tres de gasolina i dos dièsel). L'1.7 dièsel només estava disponible amb una caixa de canvis automàtica de sis velocitats, i els 1.4 turbo (140 CV) i 1.7 (130 CV). hp) només estaven disponibles amb una caixa de canvis manual de sis velocitats. Des del setembre de 2010, dos motors més van estar disponibles, tots dos dièsel, l'1.3 (95 hp) i el 1.7 (130 hp). Tots els motors de gasolina són Ecotec.
A partir del 2011, es va afegir Stop/Start a determinats motors (els motors amb (S/S) són en negreta a la columna de CO2 ), es va afegir un automòbil 1.7 CDTI més net i potent i els motors de gasolina es van fer una mica més eficients. Una caixa de canvis automàtica de sis velocitats va estar disponible per al motor de gasolina 1.4T (120).
El gener de 2014. Opel va presentar un motor de recent desenvolupament amb Meriva redissenyat: motor 1.6 CDTI amb 95 CV, 110 CV i 136 CV.
| Motor de gasolina    | Motor de gasolina | Motor de gasolina | Motor de gasolina                        | Motor de gasolina                    | Motor de gasolina | Motor de gasolina               | Motor de gasolina | Motor de gasolina |
| Model                | Motor             | Desplaçament      | Potència                                 | Parell motor                         | Nota              | Emissions de CO ₂ (g/km)        | Anys              |                   |
| -------------------- | ----------------- | ----------------- | ---------------------------------------- | ------------------------------------ | ----------------- | ------------------------------- | ----------------- | ----------------- |
| 1,4 VVT              | I4                | 1.398 cc          | 100 PS (74 kW; 99 hp) a 6.000 rpm        | 130 N·m (96 lb·ft) @4.000 rpm        |                   | 144 (2010-2011) 143 (2011-2017) |                   |                   |
| 1.4T VVT             | I4                | 1.364 cc          | 120 PS (88 kW; 118 hp) a 6.000 rpm       | 175 N·m (129 lb·ft) @1.750-4.800 rpm |                   | 143 (2010-2011) 139 (2011-2017) |                   |                   |
| 1.4T VVT             | I4                | 1.364 cc          | 140 PS (103 kW; 138 hp) @4.900-6.000 rpm | 200 N·m (148 lb·ft) @1.850-4.900 rpm |                   | 156 (2010-2011) 151 (2011-2017) |                   |                   |
| Motor dièsel         |                   |                   |                                          |                                      |                   |                                 |                   |                   |
| Model                | Motor             | Desplaçament      | Potència                                 | Parell motor                         | Nota              | Emissions de CO ₂ (g/km)        | Anys              |                   |
| 1.3 CDTI             | I4                | 1.248 cc          | 75 PS (55 kW; 74 hp) a 4.000 rpm         | 180 N·m (133 lb·ft) @1.750-2.500 rpm |                   | 129                             | 2010–2014         |                   |
| 1.3 CDTI ecoFLEX     | I4                | 1.248 cc          | 95 PS (70 kW; 94 hp) a 4.000 rpm         | 180 N·m (133 lb·ft) @1.750-3.500 rpm |                   | 119 (2010-2017) 109 (2011-2017) | 2010–2014         |                   |
| 1.6 CDTI ecoFLEX S/S | I4                | 1.598 cc          | 95 PS (70 kW; 94 hp) a 3.500 rpm         | 280 N·m (207 lb·ft) @1.500-1.750 rpm |                   | 105                             | 2014–2017         |                   |
| 1.6 CDTI ecoFLEX S/S | I4                | 1.598 cc          | 110 PS (81 kW; 108 hp) a 3.500 rpm       | 300 N·m (221 lb·ft) @1.750-2.000 rpm |                   | 105                             | 2014–2017         |                   |
| 1.6 CDTI ecoFLEX S/S | I4                | 1.598 cc          | 136 PS (100 kW; 134 hp) @3.500-4.000 rpm | 320 N·m (236 lb·ft) @2.000-2.500 rpm |                   | 116                             | 2013–2017         |                   |
| 1.7 CDTI             | I4                | 1.686 cc          | 100 PS (74 kW; 99 hp) @4.000 rpm         | 260 N·m (192 lb·ft) @1.700-2.550 rpm | només automàtic   | 168                             | 2010–'11          |                   |
| 1.7 CDTI             | I4                | 1.686 cc          | 110 PS (81 kW; 108 hp) a 4.000 rpm       | 260 N·m (192 lb·ft) @1.700-2.550 rpm | només automàtic   | 160                             | 2011–2014         |                   |
| 1.7 CDTI             | I4                | 1.686 cc          | 130 PS (96 kW; 128 hp) a 4.000 rpm       | 300 N·m (221 lb·ft) @2.000-2.500 rpm |                   | 138                             | 2010–2014         |                   |

## Facelift
Una versió renovada es va presentar com a estrena mundial al Saló Internacional de l'Automòbil de Brussel·les el gener de 2014. També es va presentar al Saló de l'Automòbil de Frankfurt el setembre de 2013.

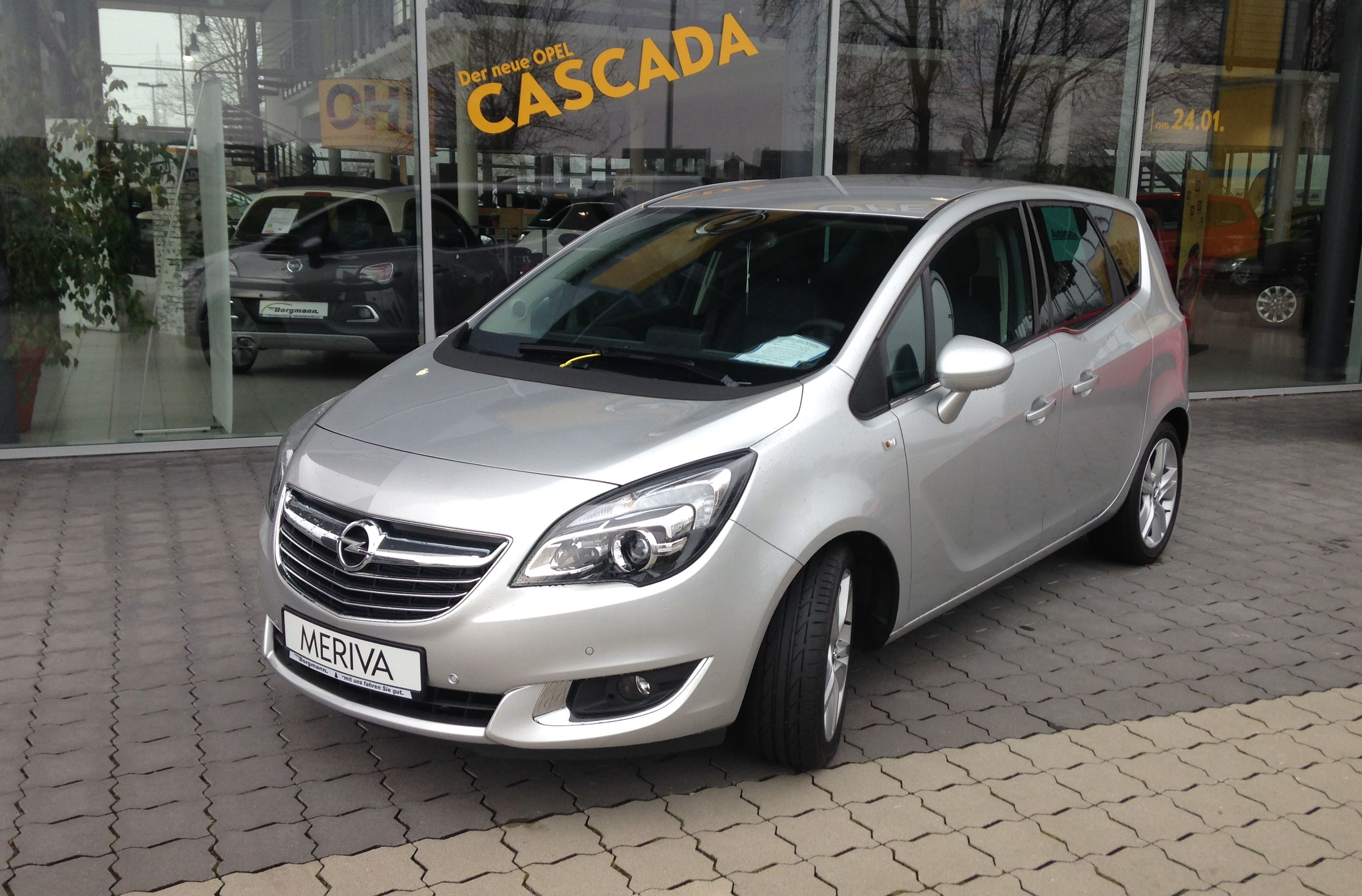
Opel Meriva (Facelift)
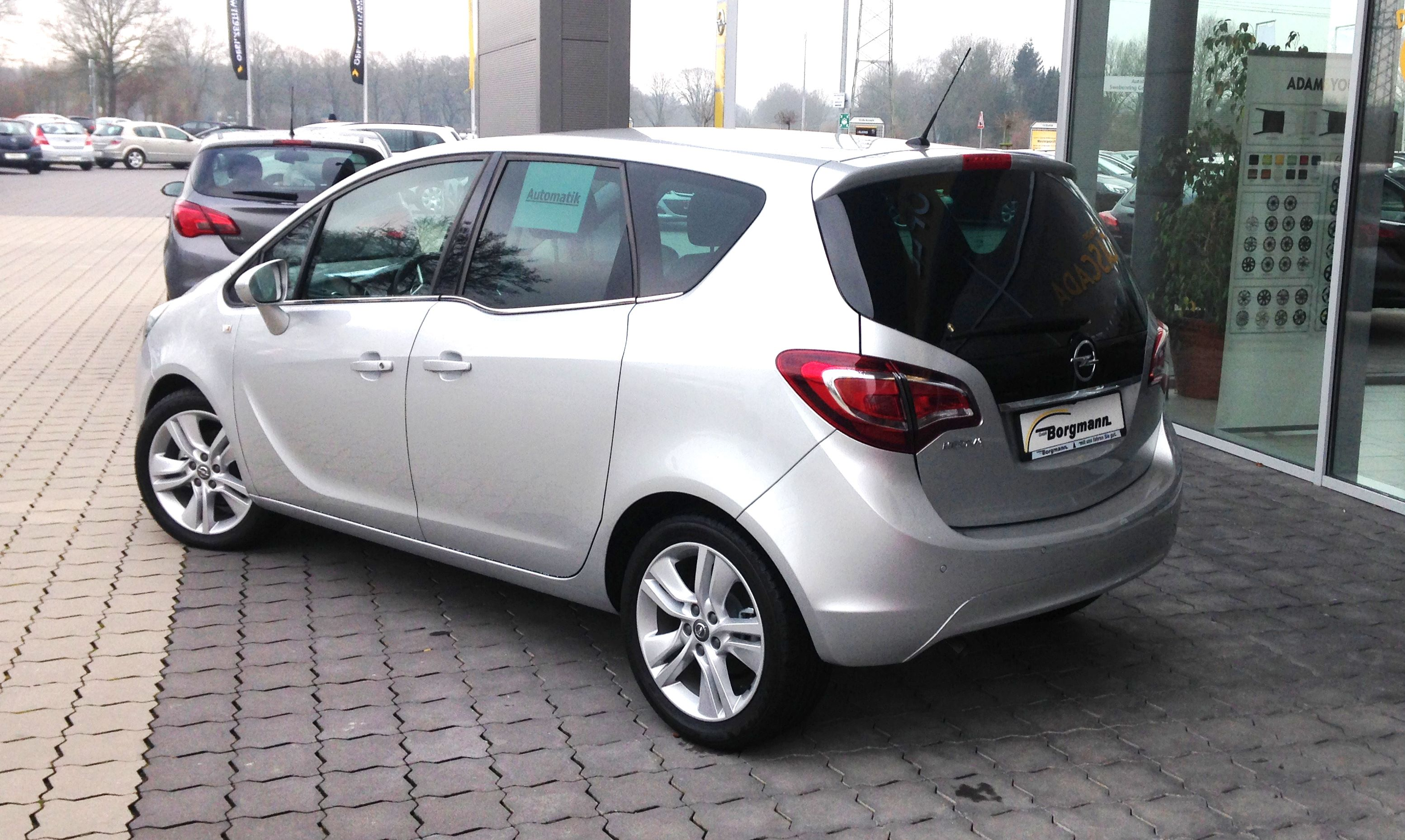
Vista del darrere
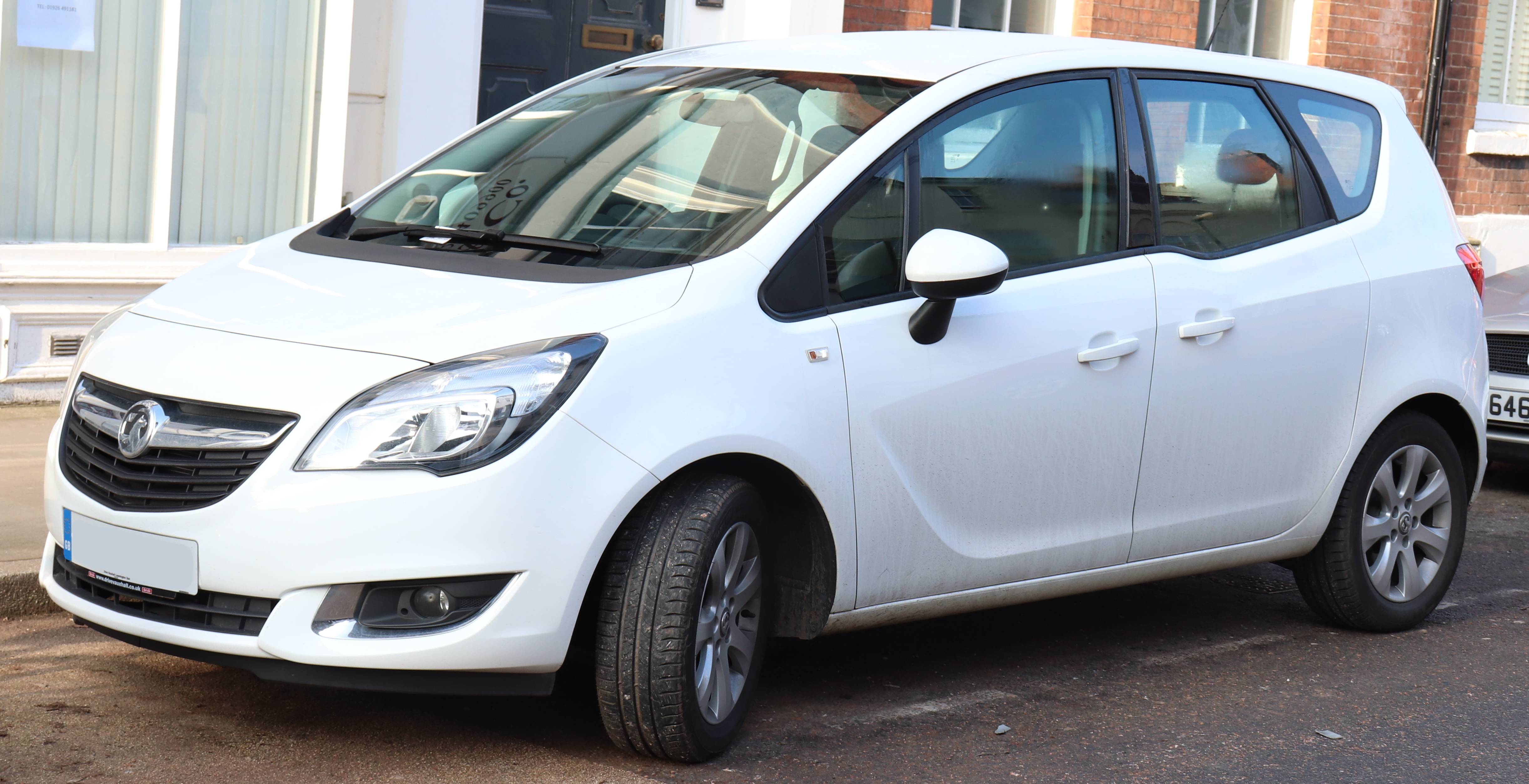
Vauxhall Meriva (Facelift)